# جوناس بلو
غاي جيمس روبن (بالإنجليزية: guy James roben)‏ ويعرف في الأواسط الفنية أكثر باسم شهرته جوناس بلو (بالإنجليزية: Jonas blue)‏ هو منسق أسطوانات (دي جي) ومنتج وكاتب ومازج أغاني (remixer) إنجليزي، ولد في 2 أغسطس 1989 بلندن.برز في أول عمل موسيقي له عندما قام بإعادة تأدية (cover) لأغنية «سيارة سريعة»(1988) (بالإنجليزية: fast car)‏ للمغنية «تريسي شابمان» (بالإنجليزية: Tracy Chapman)‏، وقام بذالك رفقة مؤدي صوتي من داكوتا.إحتلت هذه الأغنية المرتبة الثانية في ترتيب أغاني المملكة المتحدة بعد أغنية زين مالك وهو أمر لم تستطع تحقيقه الأغنية الأصلية في عام 1988 إذ إحتلت وقتها المرتبة الخامسة في تصنيف المملكة المتحدة للأغاني.بقيت الأغنية في المراكز العشرة الأولي لأكثر من 11 أسبوعا متتاليا وتصدر تصنيف الأغاني في ألمانيا والسويد وأستراليا ونيوزلاندا. وتصدر ترتيب الأغاني في موقع الخدمات الموسيقة سبوتيفاي حازت الأغنية كذالك علي شهادة البلاتينيوم في إيطاليا والمملكة المتحدة وعلي شهادتين في نيوزلاندا وثلاثا في أستراليا.بثت علي سبوتيفاي 300 مليون مرة وشوهدت علي فيفو 200 مليون مرة.

## روابط خارجية
- جوناس بلو على موقع IMDb (الإنجليزية)
- جوناس بلو على موقع ميوزك برينز (الإنجليزية)
- جوناس بلو على موقع أول ميوزيك (الإنجليزية)
- جوناس بلو على موقع ديسكوغز (الإنجليزية)
- جوناس بلو على موقع قاعدة بيانات الفيلم (الإنجليزية)